# Bursa (provinca)
Provinca Bursa je provinca ki se nahaja v zahodni Turčiji ob Marmarskem morju. Okoliške province so Balıkesir na zahodu, Kütahya na jugu, Bilecik in Sakarya na vzhodu, Kocaeli na severovzhodu in Yalova na severu. Središče province je mesto Bursa. 

## Okrožja
- Büyükorhan
- Gemlik
- Gürsu
- Harmancık
- İnegöl
- İznik
- Karacabey
- Keles
- Kestel
- Mudanya
  - Güzelyalı
  - Triglia(Zeytinbağı)
- Mustafakemalpaşa
- Nilüfer
- Orhaneli
- Orhangazi
- Osmangazi
- Yenişehir
- Yıldırım

Koordinati:   40°09′00″N, 29°01′15″E